# Hullsjön (naturreservat)
För andra betydelser, se Hullsjön (olika betydelser).
Hullsjön är ett naturreservat i Gärdhems socken i Trollhättans kommun och Västra Tunhems socken i Vänersborgs kommun i Västergötland. Det omfattar slättsjön Hullsjön och dess stränder. Reservatet ingår i EU-nätverket Natura 2000 och förvaltas av Västkuststiftelsen.
Sjön är en fågelsjö och årligen observeras omkring 200 arter i och omkring sjön. Strandängarna (maderna) hålls öppna genom slåtter och bete. Maderna översvämmas vid högvatten under vår och höst, det gör sjön till en viktig rastlokal för änder, svanar och gäss.
Mellan 15 mars och 15 november finns det vissa bestämmelser om hur man får röra sig i området. En av de viktigaste reglerna i naturreservatet handlar om att inte störa djuren i området, framför allt inte de häckande fåglarna, som det finns gott om under den tidsperioden. Några fler regler är att man inte får jaga under denna period (endast några få arter får jagas) eller föra motorfordon på sjöns is under vintern.